# Callionymus formosanus
Callionymus formosanus là một loài cá biển thuộc chi Callionymus trong họ Cá đàn lia. Loài này được mô tả lần đầu tiên vào năm 1981.

## Phân bố và môi trường sống
C. formosanus có phạm vi phân bố ở Tây Thái Bình Dương. Loài cá này được tìm thấy ở vùng biển ngoài khơi phía nam Nhật Bản, trải rộng xuống Biển Đông; về sau được ghi nhận thêm tại quần đảo Chesterfield.

## Mô tả
Mẫu vật lớn nhất của C. formosanus có chiều dài cơ thể được ghi nhận là 17 cm. Vây lưng thứ nhất của cá cái có vệt đốm đen. Ở cá đực, phần trước của vây lưng thứ hai có vệt đốm đen. Dải cận rìa của vây hậu môn có màu cam ở hai giới, với nhiều đường sọc xiên màu xanh lam ở cá đực và màu đen ở cá cái.
Số gai ở vây lưng: 4; Số tia vây mềm ở vây lưng: 9; Số gai ở vây hậu môn: 0; Số tia vây mềm ở vây hậu môn: 9.